# Свинюська волость
Свинюська волость — адміністративно-територіальна одиниця Володимир-Волинського повіту Волинської губернії Російської імперії та Української держави. Волосний центр — містечко Свинюхи. 
Наприкінці ХІХ ст. до волості було приєднано деякі поселення сусідньої Скобелецької волостї (Блудів, Єзерці, Колпитів, Пустомити).
Станом на 1885 рік складалася з 11 поселень, 11 сільських громад. Населення — 4789 осіб (2374 чоловічої статі та 2415 — жіночої), 695 дворових господарств.
|                     | Площа, десятин | У тому числі орної, дес. |
| ------------------- | -------------- | ------------------------ |
| Сільських громад    | 7257           | 5924                     |
| Приватної власності | 4557           | 2673                     |
| Казенної власності  | 1236           | 8                        |
| Іншої власності     | 250            | 207                      |
| Загалом             | 13300          | 8812                     |

Основні поселення волості:
- Свинюхи — колишнє державне містечко за 45 верст від повітового міста, волосне правління, 911 осіб, 140 дворів, православна церква, 2 єврейські молитовні будинки, школа, поштова станція, 2 заїжджі двори, 5 заїжджих будинків, ярмарок, водяний млин.
- Бубнів — колишнє власницьке село, 379 осіб, 73 двори, православна церква, заїжджий будинок, водяний млин.
- Войнин — колишнє державне село, 301 особа, 46 дворів, православна церква, заїжджий будинок.
- Конюхи — колишнє власницьке село, 540 осіб, 85 дворів, православна церква, костел, 2 заїжджі будинки, кузня, водяний млин.
- Коритниця — колишнє державне село, 745 осіб, 112 дворів, православна церква, заїжджий будинок, вітряк, водяний млин.
- Линів — колишнє власницьке село, 262 особи, 46 дворів, православна церква, заїжджий будинок, вітряк.

## Під владою Польщі
18 березня 1921 року Західна Волинь анексована Польщею. З 1921 по 1939 роки волость існувала як ґміна Свінюхи Горохівського повіту Волинського воєводства в тих же межах, що й за Російської імперії та Української держави.
Польською владою на території ґміни інтенсивно велася державна програма будівництва польських колоній і заселення поляками. На 1936 рік ґміна складалася з 28 громад:
1. Блюдів — село: Блюдів та фільварок: Блюдів;
2. Блюдів — колонія: Блюдів;
3. Бубнів — село: Бубнів;
4. Білопіль — фільварок: Білопіль;
5. Десятина — село: Десятина;
6. Діброва — колонія: Діброва;
7. Озерце — фільварок: Озерце;
8. Колпитів — державний маєток: Колпитів та фільварки: Колпитів I, Колпитів II, Колпитів III;
9. Конюхи — фільварок: Конюхи;
10. Коритниця — державне надлісництво: Коритниця;
11. Королівські-Подільці — колонія: Королівські-Подільці;
12. Кути — село: Кути;
13. Линів — фільварки: Линів I, Линів II, Линів III;
14. Мар'янівка — село: Мар'янівка;
15. Пілсудщина — колонія: Пілсудщина;
16. Поморянка — військове селище: Поморянка;
17. Пустомити — село: Пустомити;
18. Пустомити — колонія: Пустомити;
19. Сенкевичі — військове селище: Сенкевичі;
20. Сутківщина — військове селище: Сутківщина;
21. Свинюхи — містечко: Свинюхи;
22. Свинюхи — село: Свинюхи;
23. Туличів — село: Туличів;
24. Уманці — село: Уманці;
25. Войнин — військове селище: Листопадівка;
26. Ватинець — фільварок: Ватинець;
27. Защитів — фільварок: Защитів;
28. Софіївка — колонія: Софіївка.

Після радянської анексії західноукраїнських земель ґміна ліквідована у зв'язку з утворенням Локачинського району.